# Gare de Montbizot
Gare de Montbizot vasútállomás Franciaországban, Montbizot településen.

## Vasútvonalak
Az állomást az alábbi vasútvonalak érintik:
- Le Mans–Mézidon-vasútvonal

## Kapcsolódó állomások
A vasútállomáshoz az alábbi állomások vannak a legközelebb:
- Gare de La Guierche
- Gare de Teillé